# John FitzAlan, I barón Arundel
John FitzAlan (D' Arundel), I barón Arundel (c. 1348 — 16 de diciembre de 1379) fue el Lord Mariscal de Inglaterra.

## Linaje
Nació en Etchingham, Sussex, del matrimonio de Richard FitzAlan, X conde de Arundel y su segunda esposa, Leonor de Lancaster. Sus hermanos fueron Richard FitzAlan, XI conde de Arundel; Thomas Arundel, arzobispo de Canterbury; y Joan Fitzalan, condesa de Hereford y abuela materna de Enrique V de Inglaterra.

## Lord Mariscal

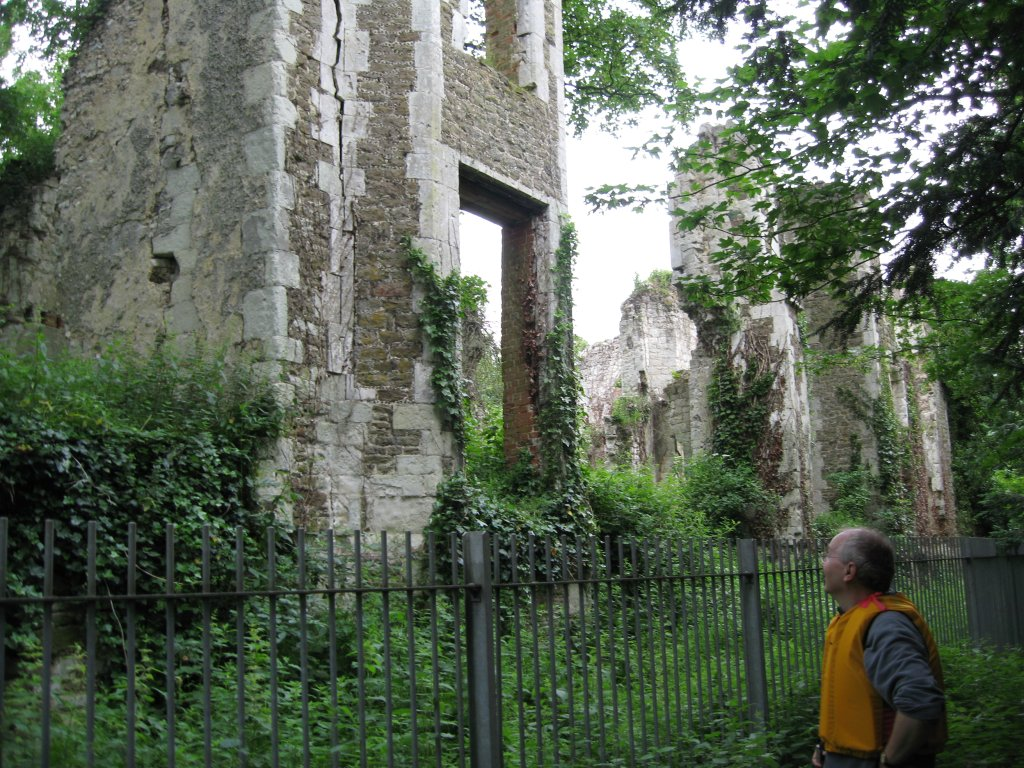
Castillo de Betchworth

John fue nombrado de Lord Mariscal de Inglaterra por Ricardo II en 1377, e ingresó en la Cámara de los Lores el 4 de agosto de ese año. Sirvió como Lord Mariscal hasta 1379.
El 26 de julio de 1379 recibió una licencia para fortificar un castillo de piedra del siglo anterior en Surrey. Tras la reconstrucción y remodelación de la estructura, pasó a ser conocida como castillo de Betchworth.

## Victoria naval
Siendo comandante de la expedición en ayuda del duque de Bretaña, él derrotó a la flota francesa en las costas de Cornualles.

## Muerte en el mar
Como comandante, hubo de esperar vientos mayores en un convento, donde sus hombres "no prestaron atención a la santidad del lugar y ... asaltaron y violaron violentamente" a quienes encontraron dentro. Según esta versión,  Sir John "permitió a sus hombres saquear las tierras como quisieran y empobrecer a sus gentes". Cuando pudieron zarpar eventualmente, cargaron con ellos bienes robados de la iglesia cercana y, bajo la excomunión de los sacerdotes indignados, quedaron atrapados en una tormenta. Según Thomas Walsingham, durante el pánico, Sir John asesinó a aquellos hombres que se negaron a navegar hacia la costa por miedo de chocar entre las rocas. Una vez arribaron en la costa irlandesa, Sir John y su capitán fueron arrojados del barco y se ahogaron.
De acuerdo con la historia Thomas Walsingham, tras profanar un convento en Southampton, se llevaron consigo a sus ocupantes. Cuando arrojaron del barco a estas monjas para aligerar peso, empezaron a ser perseguidos por una tormenta. Sin embargo, según otras versiones, los barcos naufragaron cerca de Scariff, o en Cape Clear Island de acuerdo a otras fuentes. En cualquier caso, Sir Jon y sus escuderos se ahogaron, y otras veinticinco naves se perdieron. La principal deiferencia de la versión de Froissart, entre otros, es que no hubo ninguna profanación de un convento.

## Entierro
Fue enterrado en Lewes, Sussex. Es ancestro del poeta Percy Bysshe Shelley.

## Matrimonio e hijos
El 17 de febrero de 1358, FitzAlan se casó con Eleanor Maltravers (Mautravers) (1345 — 10 de enero de 1404/1406), hija de Sir John Maltravers y Gwenthin. Tuvieron al menos cinco hijos:
- Joan FitzAlan (D' Arundel)  (c. 1360 — 1 de septiembre de 1404). Casada en primeras nupcias con William de Brien, con quien tuvo un hijo, y en segundas con Sir William de Echingham.[2]
- John FitzAlan, II barón Arundel (3 de noviembre de 1364 — 14 de agosto de 1390), quien se casó con Elizabeth le Despenser.
- Richard FitzAlan (c. 1366 — 3 de junio de 1419). Su hija Joan se casó con  Thomas Willoughby de Parham, nieto de Alayne FitzAlan, a su vez hija de Edmund FitzAlan, IX conde de Arundel.
- Sir William Arundel (c. 1369 — 1400). Caballero de la Orden de la Jarretera.
- Margaret (1372 — 7 de julio de 1439), esposa de William de Ros, VI barón de Ros de Hamlake, con descendencia.